# Тејлор Шилинг
Тејлор Џејн Шилинг (енгл. Taylor Jane Schilling; Бостон, Масачусетс, 27. јул 1984) америчка је глумица. Најпознатија је по улози Пајпер Чапман у ТВ серији Наранџаста је нова црна, која јој је донела номинације за награде Златни глобус и Еми.

## Филмографија
| Улоге      |                         |               |                         |                         |
| Година     | Српски назив            | Изворни назив | Улога                   | Напомена                |
| 2000-е     |                         |               |                         |                         |
| 2007.      | Тамна материја          |               | Џеки                    |                         |
| 2009—2010. | —                       |               | сестра Вероника Калахан | ТВ серија, главна улога |
| 2010-е     |                         |               |                         |                         |
| 2011.      | Поклекли Атлас          |               | Дагни Тагарт            |                         |
| 2012.      | Заувек твој             |               | Бет Грин                |                         |
| 2012.      | Арго                    |               | Кристина Мендез         |                         |
| 2013.      | Остани                  |               | Аби                     |                         |
| 2013—2019. | Наранџаста је нова црна |               | Пајпер Чапман           | ТВ серија, главна улога |
| 2015.      | Незаборавна ноћ         |               | Емили                   |                         |
| 2016.      | —                       |               | Емили Роблинг           | ТВ серија, 1 еп.        |
| 2017.      | —                       |               | Ана Сент Блер           |                         |
| 2018.      | —                       |               | Анџела                  |                         |
| 2018.      | Пројекат: Титан         |               | др Аби Џенсен           |                         |
| 2018.      | —                       |               | Кејт                    |                         |
| 2019.      | Чудо                    |               | Сара Блум               |                         |
| 2019.      | —                       |               | Саманта Форд            |                         |
| 2020-е     |                         |               |                         |                         |
| 2020.      | —                       |               | Кејт Фелдман            | ТВ серија, 1 еп.        |
| 2021.      | —                       |               | Лили                    | мини-серија, 6 еп.      |
| 2022.      | Пам и Томи              |               | Ерика                   | мини-серија, 4 еп.      |
| 2022—2023. | —                       |               | Рене (глас)             | ТВ серија, 16 еп.       |
| 2023.      | —                       |               | Лејси                   | ТВ серија, главна улога |
| 2023.      | —                       |               | Ајда Меј                |                         |
| 2023.      | Америчка хорор прича    |               | Тејлор Шилинг           | ТВ серија, 1 еп.        |

## Награде и номинације
- Златни глобус

| Година | Категорија                                                | Номиновано дело         | Исход      |
| ------ | --------------------------------------------------------- | ----------------------- | ---------- |
| 2014.  | Најбоља главна глумица у ТВ серији (драма)                | Наранџаста је нова црна | Номинација |
| 2015.  | Најбоља главна глумица у ТВ серији (мјузикл или комедија) | Наранџаста је нова црна | Номинација |

- Еми

| Година | Категорија                                    | Номиновано дело         | Исход      |
| ------ | --------------------------------------------- | ----------------------- | ---------- |
| 2014.  | Најбоља главна глумица у хумористичкој серији | Наранџаста је нова црна | Номинација |

- Сателит

| Година | Категорија                                         | Номиновано дело         | Исход      |
| ------ | -------------------------------------------------- | ----------------------- | ---------- |
| 2014.  | Најбоља глумица у ТВ серији (мјузикл или комедија) | Наранџаста је нова црна | Освојено   |
| 2015.  | Најбоља глумица у ТВ серији (мјузикл или комедија) | Наранџаста је нова црна | Номинација |
| 2016.  | Најбоља глумица у ТВ серији (мјузикл или комедија) | Наранџаста је нова црна | Освојено   |
| 2017.  | Најбоља глумица у ТВ серији (мјузикл или комедија) | Наранџаста је нова црна | Освојено   |